# André Roy (militant)
Pour les articles homonymes, voir André Roy et Roy.
André Roy (né en 1946) est un enseignant et chauffeur de taxi québécois qui a été associé au Front de libération du Québec en 1970.

## Biographie
André Roy a été professeur de français de 1967 à 1969  puis chauffeur de taxi et membre du Mouvement de libération du Taxi à partir de 1969. Il est un ami de Jacques Lanctôt. Il a 23 ans lorsque se constitue le réseau du FLQ dont il fait partie avec Lanctôt. C'est André Roy qui rédige, vers le mois de juin 1970, la première version du manifeste du FLQ de 1970, avec l'aide de Jacques Lanctôt, en prévision de l'« Opération Libération », qui a pour but de négocier la libération de militants du FLQ emprisonnés, en échange de celle du consul des États-Unis à Montréal, Harrison W. Burgess, dont l'enlèvement serait planifié à cette fin. La police est courant de l'affaire et place sous surveillance un chalet loué par Roy à Prévost. Le 21 juin 1970, à Prévost, la police arrête André Roy ainsi que sa femme Nicole Boileau, en même temps que François Lanctôt[Qui ?] et Claude Morency. Roy, F. Lanctôt et Morency sont accusés sous 44 chefs d'accusation, dont conspiration pour enlever le consul des États-Unis. Ils font partie de la liste des 23 détenus dont la cellule Libération du FLQ demande la libération en échange de celle de James Richard Cross au mois d'octobre 1970.
Il a été l'un des confidents à Parthenais des confidences de Paul et Jacques Rose et Francis Simard.
À partir de mars 1972 il enseigna le français à l'école des langues du Gouvernement du Canada à Ottawa.